# Les Rivières-Henruel
Les Rivières-Henruel település Franciaországban, Marne megyében. Lakosainak száma 158 fő (2022. január 1.). Les Rivières-Henruel Blaise-sous-Arzillières, Arzillières-Neuville, Châtelraould-Saint-Louvent, Le Meix-Tiercelin, Saint-Chéron és Somsois községekkel határos.

## Népesség
A település népességének változása:
| Lakosok száma | 171  | 148  | 187  | 147  | 179  | 177  | 180  | 168  | 162  | 158  |
|               | 1968 | 1982 | 1990 | 2006 | 2013 | 2015 | 2017 | 2019 | 2020 | 2022 |